# Фауна древнегреческой мифологии
В список включены упоминания животных не только в собственно греческих мифах, но и в мифах других народов, сохранившихся в античных источниках и упоминающие представителей фауны. Сведения из басен Эзопа не включены.
Несмотря на богатство мифов о животных и растениях, в формальную классификационную систему в Древней Греции они не сложились.
Согласно Вяч. Вс. Иванову, в основном мотивы выражаются в следующем:
- временные превращения богов в животных,
- превращение богом персонажа в животное,
- сохранение отдельных териоморфных черт в образах богов («совиные глаза» у Афины, рога и копыта у Пана и др.),
- почитание богов в ипостасях животных и в связи с их священными животными,
- специальные жертвы богам,
- эпитеты богов.

## Животные «среднего мира»

### Кони
- Арион.
- Балий и Ксанф.
- Пегас.
- Тараксипп.
- Троянский конь.

### Быки и коровы
Вяч. Вс. Иванов отмечает связь быка с богом грозы и водяными богами. Устойчивой связи с каким-то одним богом у быков нет, они ассоциируются прежде всего с Зевсом, Дионисом и Гераклом.
Победители быков:
- Геракл победил Критского быка, но потом выпустил.
- Марафонский бык. Убил Андрогея, но был побеждён Тесеем.
- Бык, опустошавший Аркадию. Убит Аргосом (сыном Агенора).
- Астерий (Минотавр) — человек с головой быка, его тело изображалось усыпанным звёздами. Тесей победил его.
- Ахелой принял облик быка (а прежде быкоголового мужа), но Геракл отломал ему рог.

Жертвы быков:
- Дикий бык убивает Ампела.
- К быку была привязана Дирка.
- Бык появился из моря и испугал коней Ипполита, которые разорвали своего хозяина.
- Амфитрион метнул дубину в убегавшую корову, от её рогов дубина рикошетом попала в голову Электриона и убила его.

Превращения в быка:
- Посейдон в облике быка овладел Арной.
- Зевс стал быком и похитил Европу.
- Зевс стал быком, чтобы овладеть Кибелой[3].
- Коровой стала Ио. В своих скитаниях она добрела до моря, позже названного в её честь Ионическим, и переплыла пролив, который получил название Босфор («коровий брод»).
- Зевс (по версии) стал быком и овладел коровой Ио.
- Афродита превратила женщин Коса в коров.
- В Амафунте жители приносили в жертву людей Зевсу Ксению, за что Пропетиды были превращены Афродитой в коров.
- В Египте быком стал Гефест.
- Облик коровы принимала Местра.

- Быку уподобляют Асопа Флиасийского и реки Еврот, Кефисс (Арголида), Эрасин и Эридан. Реку Кефисс (Аттика) изображают как мужчину с рогами.
- «Волоокой» Гомер называет Геру.

Одомашнивание быка:
- На быка впервые надел ярмо Бузиг.
- Сабазий впервые запряг в ярмо быков.
- Первым запряг быков Омогир (см. Мифы Арголиды).
- В Италии впервые запряг быков Евандр (сын Гермеса).
- Филомел первым изготовил повозку и запряг быков.
- Огнедышащих быков (халкотавров), которых выковал Гефест для Ээта, запряг в ярмо Ясон.

Указание дороги:
- Корова Пелагонта вела Кадма, который основал Фивы и принёс её в жертву Афине.
- Царь Фригии дал Илу корову. На холме, где она прилегла, Ил основал Илион.
- Бык отделился от стада и указал дорогу лигурийке Корсе на остров, названный её именем.

Другие сюжеты:
- Бычий рог — рог Амалфеи.
- Гея родила полубыка-полузмея, которого убил Бриарей.
- Бык был побеждён волком, и камень в него бросила Артемида. Это знамение о победе Даная.
- Дедал изготовил деревянную корову для Пасифаи.
- Эол и Беот были вскормлены коровой.
- На паре быков Зевс вёз изображение своей невесты, называя его Платеей (см. Киферон (герой)).
- Лепрей состязался с Гераклом в поедании быка.
- Геракл заколол быка, отобрав его у линдского пахаря (см. Мифы островов Эгейского моря).
- Геракл заколол быка на обед, отобрав его у Феодаманта.
- Источник Метопа в Аркадии уподобляют корове.
- Бычья кровь считалась ядом. Её выпили Эсон, царь Мидас и Фемистокл.
- Телёнок из стада Миноса менял свой цвет. Полиид сравнил его с шелковицей.
- Дочери Прета возомнили себя коровами и долго блуждали.
- Прометей первым убил быка.
- Несколько персонажей по имени Тавр.
- Талос (витязь) иногда именуется быком.
- Имена быков Авгия — см. Мифы Элиды.
- Из кожи быка был сделан мех с ветрами, который Эол дал Одиссею.
- Созвездием Волопаса стал либо Аркад, либо Икарий (отец Эригоны), либо Филомел.
- С коровой предположительно связывают имя богини Тихи[4].

За пределами Греции:
- Апис и Мневис. Священные быки у египтян.
- С помощью шкуры быка Дидона купила землю у Иарбанта.
- Согласно Гелланику, Италия названа по быку, отбившемуся от стада Геракла.
- Бык Париса стал наградой на погребальных играх.
- Племя тавров и эпитет Артемиды Таврополы.

Жертвоприношения:
- Быка жертвовали Зевсу. Порядок жертв установил Прометей в Меконе[5].
- Гирией принёс в жертву богам быка, в шкуру боги излили семя, и родился Орион.
- Быка приносили в жертву мухам в святилище Аполлона Актийского.
- Семеро против Фив клялись, принеся в жертву быка.
- В Афинах на буфониях приносили в жертву быка Зевсу Полиэю и судили топор.
- По версии, Ифигению заменили на алтаре на телёнка.
- Фегею, брату Форонея, жертвовали быков (см. Мифы Арголиды).
- Деметре Хтонии приносили в жертву коров.
- Известна замена жертвы быка на принесение лепёшек[6].

Похищение коров:
- Коровы Гериона. Красного цвета. Их пас Евритион, а сторожил Орфр. Множество сюжетов связано с тем, как Геракл гнал этих коров (см. Эрик (сын Посейдона) и др.).
- Коровы Гелиоса, которых ели спутники Одиссея.
- Коров у Аполлона угнал Гермес.
- Афаретиды и Диоскуры угнали стадо быков из Аркадии, а затем поссорились.
- Коров Приама сторожил Местор, которого убил Ахилл.
- Коров Тесея пытался угнать из Марафона Пирифой.
- Тафийцы угнали из Микен стадо коров Электриона, которых Амфитрион выкупил у Поликсена.

Сведения о разведении скота:
- Известны имена быков из Кносса.
- Дань в 100 коров ежегодно Эргин (сын Климена) наложил на фиванцев.
- Коров Аида пас Менет неподалёку от Герионовых.
- Волопасом был гигант Алкионей.
- Быков Пифона пас Аполлон.
- Аполлон пас быков троянского царя Лаомедонта.
- Быков пас Триптолем.
- Автолик похищал коров у Еврита с Евбеи.
- Быков царя Ливии Еврипила истреблял лев.
- Ифидамант (сын Антенора) принёс выкуп за невесту в сто коров.
- Мелампод получил стадо коров (наследство Тиро) за то, что исцелил Ификла (сына Филака). Оно стало приданым для Бианта, который сватался за Перо.
- Стойло для коров Нестора показывали в Пилосе.
- Коров Феспия пожирал Киферонский лев.
- Филетий — старший коровник у Одиссея.

### Бараны и овцы
Баран может ассоциироваться с различными божествами.
Сюжеты об отдельных животных:
- Крий — баран с золотым руном. Потерял рог, уронив Геллу.
- Его родителями были ставший бараном Посейдон и превращённая в овцу Феофана.
- Золотой ягнёнок был символом царской власти в Микенах (см. Атрей и Фиест). Мраморный баран стоял на могиле Фиеста.
- Есть рассказ, что Зевс оскопил барана и бросил его яички Кибеле (см. Аттис).
- Рассказ о Гермесе и баране передают в таинствах Матери богов.
- Баран в Индии показал воду Дионису и стал созвездием Овна.
- С крутыми рогами изображался Аммон ливийский.
- Пан, полюбив Селену, стал белым бараном и увлёк её в рощу.
- Криофор («несущий барана») — эпитет Гермеса.
- Посейдон воспитывался вместе с овцами.

Сюжеты об овцеводстве:
- Антагор с Коса — пастух овец, победивший Геракла в борьбе.
- В Аргосе овцы связаны со священной рощей царя Агенора.
- Облик овечьего пастуха в «Одиссее» принимает Афина.
- Овец пасла Дриопа.
- Овец (по версии) пас Евмолп.
- Овец пас Фагр (см. Мифы Фессалии).
- Костным мозгом овец питался Астианакт.
- Овечьи стада муз пасутся на Офрийской горе (см. Мифы Фессалии).
- Хитоны из шкур овец изобрёл Пеласг.
- Телегон угонял овец из стада Одиссея.
- Самосцы поклонялись овце (см. Феофана).
- Аргонавты стали угонять овец Насамона в Ливии, охранявшийся пастухом Кефалионом.
- Эант перебил стадо баранов, приняв их за ахейцев.
- По истолкованию, овцы с руном золотистого цвета были у Атланта (или Геспера).

Жертвоприношения:
- Баран связан с Афродитой[7].
- Барана приносили в жертву герою Гесиху (см. Мифы Аттики).
- Евмел (сын Евгнота) приносил барана в жертву Аполлону (см. Мифы Беотии).
- Афиняне приносят барана в жертву Конниду, воспитателю Тесея (см. Мифы Арголиды).
- Чёрных баранов приносил в жертву Одиссей.
- Зевсу Милихию приносили в жертву барана.
- Белую овцу приносили в жертву Пандоре.
- Чёрного барана приносили в жертву Пелопу.

### Козлы и козы
Козёл особенно связан с Паном, но также с Зевсом, Дионисом и другими богами.
- Амалфея. Коза (либо хозяйка козы), родила двух козлят. Козьим молоком кормили Зевса на Крите.
- Эга («коза») вскормила Зевса в Ахайе. Кормилицу Зевса называют козой. Известен эпитет Зевса Эгиоха.
- Эгипан — либо сын Зевса и козы, либо молочный брат Зевса, сын козы.
- Коза. Выкормила Филакида и Филандра, сыновей Аполлона и Акакаллиды (см. Мифы Крита)
- Коза. Кормила в Эпидавре младенца Асклепия.
- Коза (эга) выкормила Эгисфа.
- Эгида — название щита Афины.
- Экс (коза) — сын Пифона, похоронивший его (см. Мифы Фокиды).

- Коза указывала путь Архелаю (сыну Темена), который основал Эги в Македонии (по другой версии, стадо коз указывало путь Карану или Пердикке).
- Козочку вешали в честь Амелиты Гекаэрги во Фтиотиде (см. Мифы Фессалии, Аспалида)
- Коза — средняя часть Химеры.
- Зевс превратил в козлёнка младенца Диониса.
- Дионис стал козлом, когда бежал в Египет.
- Пан в Египте стал козой или полукозлом-полурыбой.
- Египетского бога-козла Мендеса античные авторы отождествляли с Паном.
- Дионис в козлиной шкуре появился сзади Ксанфа (сына Птолемея).
- Три Ливийские героини носили козьи шкуры и явились Афине при её рождении (см. Африка в древнегреческой мифологии).
- Прокрида использовала мочевой пузырь козы, чтобы исцелить Миноса.
- Сатиры были покрыты козьим мехом.
- Козёл, поедающий виноград, помог пастуху Стафилу изобрести вино (см. Мифы Этолии).

- Астакид — козопас с Крита (см. Мифы Крита).
- Козопасы поймали Каллисто и её сына и воспитали Аркада.
- Козопасами были Смикрон и Бранх.
- Козопасом был Меланфий.
- Афродита дала женщинам Лемноса козлиный запах (см. Гипсипила).
- Ортигий убеждал Клиниса принести в жертву Аполлону коз.

### Ослы
- Ослы помещены на небо, так как помогли Дионису в войне с гигантами.
- Говорящего осла Диониса убил Приап после состязания.
- Силен ездил на осле.
- Осёл связан с Элевсинскими мистериями[9].
- Тифон (то есть Сет) 7 дней спасался бегством на осле.
- Осёл посвящён в Египте Трифону? (Тифону).
- Аполлон сделал уши Мидаса ослиными.
- Осёл передал средство от старости змее в обмен на воду.
- Про Окна упоминается, что он «утоляет голод осла» (см. Прочие).

Жертвоприношения:
- В Лампсаке ослов приносили в жертву Приапу.
- В Кармании ослов приносили в жертву Аресу.
- Гипербореи приносят в жертву Аполлону гекатомбу ослов.
- Клинис из Вавилона хотел принести в жертву Аполлону ослов (см. Ближний Восток в древнегреческой мифологии).

### Свиньи
Свиньи связаны с Деметрой и культом плодородия.
Опасные кабаны:
- Кроммионская свинья. Убита Тесеем.
- Эриманфский вепрь. Побеждён Гераклом.
- Калидонский вепрь. Убил нескольких героев, включая Анкея (сына Ликурга).
- Анкей (сын Посейдона) убит вепрем на Самосе.
- Кабана (или вепрей) в колесницу Адмета запряг Аполлон.
- Кабан, убивший Адониса. По некоторым версиям (Птолемей Гефестион), этим кабаном стал либо Аполлон, либо Эриманф (сын Аполлона).
- Кабан, убивший Аттиса в Лидии.
- Кабан (по версии), убил Гианта.
- Атис — некий аркадский герой, убитый вепрем.
- Кабан в земле мариандинов убил Идмона, кабана убил Идас.
- Дикого кабана в Ликии убил Беллерофонт.

Превращения:
- Кирка превратила в свиней спутников Одиссея, а также Калха, царя Давнии (см. Мифы Италии). Мотив превращения в свиней есть также в хеттской и южноамериканской мифологии[10].

- Свиньи кормили Габида из Тартесса.
- По одной версии, Зевса в Ликте выкормила свинья.
- Вепрь появился на горе Птой и напугал Лето (см. Мифы Беотии).
- Голова кабана — на щите Тидея (либо он одет в шкуру кабана).
- В «Илиаде» описан шлем с клыками кабана.
- Свинопас Евмей в «Одиссее».
- Знамение со свиньёй указало Асканию на основание Альба-Лонги.
- Некая веприца хотела сравниться красотой с Афиной, её именем назван Гиамполь (см. Мифы Беотии#Гианты).
- Свиньи испортили вино Стафила.
- К свинопасу Тирру бежала Лавиния.

Жертвы:
- Свинопас Евбулей связан с культом Деметры. На фесмофориях свиней сбрасывают в мегароны.
- Триптолем принёс свинью в жертву Деметре.
- Фоант из Посидонии посвятил убитого кабана себе, и голова погубила его (см. Мифы Италии).
- Афродита Кастниетида принимала в жертву свиней.
- Над разрезанными частями кабана в Олимпии приносили клятву соблюдать правила состязаний.
- Над частями кабана Геракл обменялся клятвами с детьми Нелея.
- Свинью приносили в жертву Юноне Монете, а супоросую свинью — Церере и Теллус.

### Неопределённый скот
- Сатир отнимал скот у жителей Аркадии и убит Аргосом Паноптом.

### Собаки
Собаки связаны особенно с Аполлоном.
Превращения:
- Сицилийский бог Адран имел облик собаки.
- Псом (или медведем) стал бог Кримис в Сицилии, отец Акеста.
- Аполлон стал собакой, и одна из дочерей Антенора родила ему сына Тельмисса (см. Малая Азия в древнегреческой мифологии).
- В собаку превратилась Гекаба, утратив сыновей.
- Скилла стала наполовину собакой.
- По версии, собаки Актеона стали тельхинами.

- Тело собаки было у Сфинги.
- На собаку похожа Эмпуса.

Жертвы собак:
- Актеон.
- По аргосской версии, Лин разорван собаками Кротопа.
- Фасия на Делосе съели собаки (см. Мифы островов Эгейского моря).
- Собаки фессалийца Кианиппа растерзали его жену Левкону (см. Мифы Фессалии).
- Труп Меланфия брошен собакам.
- Тела детей Кресфонта брошены на растерзание собакам.
- Эон (сын Ликимния) в Спарте убил камнем собаку, из-за чего сам погиб.

- Молоком собаки был вскормлен Асклепий.
- По версии, Зевса выкормила собака (см. Мифы Крита).
- По версии, Париса выкормила собака.

- 12 псов Артемида получила в подарок от Пана.
- У Геракла была двуглавая собака (Кербер ?).
- Собака сыграла роль в поединке Гипероха и Фемия (см. Мифы Фессалии).
- В Спарте Аполлон Карней покровительствовал собакам.
- Аполлон утащен собаками после рождения, но возвращён Лето. Его называют Кинеей.
- Золотой Кербер работы Гефеста. Его похитил Пандарей.
- С Киносаргом (святилищем Геракла в Афинах) связывали прорицание о белой собаке.
- Один из псов Кирены победил в погребальных играх по Пелию.
- На псовой охоте погиб некий Миунт (см. Мифы Аттики).
- Собака Оресфея родила кусок дерева, из которого вырос виноград.
- Пёс Ориона, возможно, по имени Сириус, ставший созвездием.
- Имя Кандавл интерпретируется как «убийца пса»[11].

Жертвоприношения:
- Собак приносили в жертву Гекате, а также богине Эйлионее в Аргосе.
- Щенка приносили в жертву Аресу Эниалию.
- Чёрную собаку жертвовали богу Энодию в Колофоне (см. Список божеств).

#### Имена собак
- Собаки Актеона (перечень в статье)
- Аргус — преданный пёс Одиссея[12].
- Гарпалик — персонаж, упомянутый Алкманом рядом с Меламподом[13]. Видимо, пёс.
- Касториды — порода собак, воспитанных Кастором, дар Аполлона[14].
- Кербер.
- Кербер — пёс царя молоссов Аидонея.
- Лелап — пёс Кефала.
- Мелампод — пёс Актеона, спартанской породы[15]. Возможно, он же упомянут у Алкмана, фр.87d Пейдж.
- Мэра — пёс Эригоны.
- Орфр.
- Сиагр — пёс Ахилла, выросший на Пелионе[16].

### Волки
Волки, как и собаки, особенно связаны с Аполлоном.
Превращения:
- В волка был превращён Ликаон, который предложил Зевсу человеческое мясо.
- Лето стала волчицей и пришла из Гипербореи на Делос.
- Аполлон стал волком при браке с Киреной.
- Аполлон в образе волка убил тельхинов на Родосе.
- Посейдон превратил в волков женихов Феофаны.
- В волка превращался олимпийский победитель Дамарх (см. Мифы Аркадии).

Кормящие волчицы:
- Волчицы выкормили Милета (сына Аполлона).
- Волчица выкормила близнецов, рождённых рабыней Тархетия, царя альбанов (см. Мифы Италии).

Иные мотивы:
- Волчью шкуру надевает Долон.
- Победа волка над быком стала знамением о передаче царской власти Данаю.
- С эпитетом Аполлона Ликийского связана легенда об избавлении от волков (см. Мифы Сикиона и Флиунта).
- Волки помогали Лето по дороге, и она назвала Ликию в их честь.
- Во время потопа люди спаслись на Парнасе, следуя за волками, и назвали город Ликореей (см. Мифы Фокиды).
- Волк, посланный Псамафой, съел стадо, которое Пелей предложил Иру (сыну Актора) как выкуп, и превратился в скалу.
- В Византии в рождественский праздник воспроизводились пляски воинов в волчьих шкурах[17].
- Согласно современным учёным, Давн — по-иллирийски волк.
- С волками связаны греческие названия Ликаонии и луканов.

### Медведи
Медведи устойчиво ассоциируются с Артемидой, и отчасти с Зевсом.
Превращения:
- Псом (или медведем) стал бог Кримис в Сицилии, отец Акеста.
- Гера или Зевс превратили Каллисто (Мегисто или Фини[ку) в медведицу, позже она стала созвездием Большой Медведицы (или Малой).
- По критскому мифу, кормилицы Зевса стали медведицами, чтобы укрыться от Кроноса. Гелика с Крита, кормилица Зевса, стала созвездием Большой Медведицы, а нимфа Киносура — Малой Медведицы.
- От слова медведь — названия звёзд Арктофилак или Арктур.

- Медведица вскормила Париса.
- Медведица вскормила Аталанту на горе Парфений в Аркадии.
- Во Фракии Полифонта родила от медведя сыновей Агрия и Орея.
- Праздник Артемиды Бравронии связан с переодеванием в медведиц.
- По Евфориону, Ифигению приносили в жертву в Бравроне, но её заменили на медведицу.

### Пантеры
- На пантеру охотился Кихир (см. Балканы в древнегреческой мифологии) и случайно убил Анфиппу.
- По версии, пантеры на Родопе растерзали фракийца Ликурга.

#### Львы
Львы выступают как опасные противники героев. Также льва связывают с женскими божествами, в том числе с Артемидой.
Опасные львы:
- Немейский лев. Убит Гераклом, который носил его шкуру.
- Киферонский лев. Убил Евиппа (сына Мегарея) (см. Мифы Мегариды). Льва убил Алкафой (сын Пелопа) либо Геракл.
- Геликонский лев. Упоминается Птолемеем Гефестионом (см. Нирей).
- Лев — передняя часть Химеры.
- Ливийская львица (по версии) убила Гианта.
- Лев из Ливии истреблял быков царя Еврипила. Его убила лучница Кирена.
- Львица на охоте убила Мермера (сына Ясона).
- Филий, влюблённый в Кикна (сына Аполлона), убил льва.
- Львица убила Фалека, тирана Амбракии (см. Балканы в древнегреческой мифологии).
- Ливийский царь Феродамант кормил своих львов мясом чужеземцев (см. Африка в древнегреческой мифологии).

Превращения:
- Во льва превращался Аполлон.
- Львами стали Меланион (Гиппомен) и Аталанта. Кибела запрягла их в свою колесницу.
- Львами (по Птолемею Гефестиону) стали Кадм и Гармония.
- Львами (по версии) стали куреты.

- Лев изгнал с Парнаса корикийских нимф.
- За льва был принят Пенфей.
- Аполлон запряг их в колесницу Адмета.
- На щите Полиника голова льва (либо он одет в львиную шкуру).
- Геракл посвятил статую льва в храм Артемиды в Фивах.
- Была статуя Гипноса, усыпляющего льва.
- Рассказ о жреце Кибелы и льве был популярен среди авторов элегий.
- «Львом» назывался закон царя Лесбоса Макарея.
- Наложница Мелеса, царя Сард, родила льва, которого он обнёс вокруг города (см. Малая Азия в древнегреческой мифологии).
- Львиные ворота в Микенах построили киклопы.
- Фобос изображался с головой льва.
- В следующей жизни (по Платону) Эант Теламонид стал львом.

#### Леопарды
- Леопарды запряжены в колесницу Диониса
- По версии Оппиана, ими стали сестры Семелы (см. Агава).
- В шкуру леопарда одет Менелай в «Илиаде»[21].
- Шкура леопарда — условный знак, спасший Антенора.

#### Тигры
- Шкура тигра как атрибут Диониса[22].
- Их посылает Дионис, и они убивают нескольких воинов (в VII книге «Фиваиды» Стация).

### Олени и лани
Лани устойчиво связаны с Артемидой.
Превращения:
- В оленя превратился Актеон.
- Ланью стала Артемида, чтобы погубить Алоадов.
- Арга (см. Прочие) — охотница, превращённая Гелиосом в лань.
- В лань Артемида превратила Таигету.
- В лань превращена Кос, дочь Меропа.
- Облик оленя принимала Местра.
- Когда боги бежали в Египет, Геракл стал оленёнком.

- Лань выкормила Телефа.
- Лань выкормила Габида из Тартесса.
- Хирон кормил Ахилла костным мозгом оленей.
- Кормилицу Артемиды звали Элафион (от «элафой» — олени, см. Мифы Элиды).

- Афамант убил из лука Леарха, приняв его за оленя.
- Сарон преследовал лань, убежавшую в море, и утонул.
- Лань Артемиды убил Агамемнон.
- Лань Деспины, пойманная в Аркадии при Агапеноре.
- Кипарис (либо Сильван) случайно убил оленя, посвящённого нимфам.
- Керинейская лань. Жила на горе Артемисий в Аркадии.
- Четырёх ланей запрягла в свою колесницу Артемида (см. Керинейская лань).
- Алтарь на Делосе построен был из рогов кинфийских ланей, убитых Артемидой.
- Ланей кормят Амнисиады с Крита.
- Асканий на охоте убил оленя.

### Зайцы
Мифов о зайцах по существу нет, они упоминаются лишь как объект охоты.
- На зайца охотился Орион с псом. Заяц стал созвездием.
- На них охотился Адонис.
- На них охотятся Артемида и Аполлон.
- На них охотился Бранх.
- Зайца воскресил с помощью травы Главк Морской.

### Лисы
- Тевмесская лисица.
- Бассариды — в одежде из лисьих шкур[23].
- Лисица была знаком для мессенцев при разделе земли.

### Другие животные
- Кошка. В Египте Артемида стала кошкой.
- Ласка. В неё превратилась Галанфида.
- Обезьяны.
  - Зевс превратил в них керкопов.
  - После смерти Терсит стал обезьяной (по Платону).
- Рысь. В неё Деметра превратила Линка, царя Скифии.
- Слоны. Упомянуты у Нонна в описании индийского похода Диониса.

## Животные «нижнего мира»

### Змеи и драконы
Дракон — как правило, синоним слову змей (греч. офис) (не обязательно крылатый). Отношение к змеям в древнегреческой мифологии достаточно противоречиво . Несмотря на многочисленные змееборческие сюжеты, есть примеры положительного отношения к змеям и их культа. Существует концепция, что это положительное отношение (сильное, например, в Аттике) — наследие догреческого этнического субстрата.
Дракайна — дракон женского пола, часто с человеческими частями тела.
Превращения:
- Младенец Зевс стал драконом, чтобы укрыться от Кроноса.
- Зевс стал змеем и овладел Реей, породив Афилу.
- В облике змея Зевс соблазнил Деметру.
- В облике змея Зевс соблазнил Персефону, и родились Загрей и Мелиноя.
- Асклепий был подобен дракону, в его храме жили священные змеи.
- Ахелой принимал облик рогатого змея, сражаясь с Гераклом[25].
- В старости Кадм и Гармония в Иллирии стали драконами.
- Аполлон стал змеем, когда Дриопа зачала от него Амфисса.
- От Аполлона в виде дракона Атия родила Октавиана Цезаря.
- Кихрей появился в виде дракона во время Саламинской битвы.
- Герой, превратившийся из змеи в человека, был родоначальником племени офиогенов близ Пария (см. Троада в древнегреческой мифологии).
- В Элее поклонялись рождённому Илифией мальчику-дракону Сосиполиду (см. Мифы Элиды).

Наполовину змеи:
- Девушка-змея у скифов. Родила от Геракла Агафирса и Гелона. По другому рассказу, девушка-змея родила от Зевса Скифа.
- У скифов Гора, мать Колакса — с телом, украшенным двумя змеями (см. Скифия и Кавказ в древнегреческой мифологии).
- Эрихтония (царя Афин) изображали в облике получеловека-полузмея.
- Кекроп (сын Геи) изображается в облике змея или «двуприродного» (с телом человека и дракона).
- Со змеиными хвостами вместо ног изображался Борей.
- Один из корибантов стал «двусущим» змеем по воле Деметры.
- Ехидна — полудева-полузмея.

Частично змеи:
- Волосы превращены в змей у Антигоны (дочери Лаомедонта).
- У Тифона было 100 драконьих голов.
- Нижние конечности гигантов переходили в тела драконов.
- Змеевласое чудовище Кампа (см. Аид).
- У Кербера хвост дракона и головы змей на спине.
- Эриний изображали с волосами в виде змей.
- Лернейская гидра. Описывается как многоголовая змея или животное со змеиными головами.
- Афина превратила в гидр (змей) волосы Горгоны Медусы.

Происхождение змей:
- Змеи появились из крови титанов.
- Ядовитые змеи появились из крови Медусы.
- Змеи на Лемносе произошли от гиганта Миманта.

Связь змей с прорицанием:
- Тиресий наступил на спаривавшихся змей и стал женщиной.
- Полиид узнал от змей о траве, с помощью которой воскресил Главка.
- Мелампод вскормил змеиных детёнышей и стал понимать язык птиц.
- Змеи облизали глаза и уши Гелену и Кассандре, научив их прорицанию.
- Два змея оберегали младенца Иама.
- Три змея заползли на стену Трои, что было знамением (см. Эак).
- Дракон съел птенцов, что истолковал Калхант.

Жертвы змей:
- Дочери Кекропа Герса и Аглавра открыли ларец с Эрихтонием, но были задушены находившейся там змеёй либо в безумии бросились вниз со скалы.
- Змея укусила нимфу Гесперию, возлюбленную Эсака.
- Евридика (жена Орфея), спасавшаяся от Аристея, была укушена змеёй.
- Еврилох (сын Иона) был съеден змеями (см. Мифы Фессалии).
- Иокаст (сын Эола) укушен змеёй (Мифы Италии).
- Юноша Киферон отверг любовь эринии Тисифоны и погиб от жала змеи.
- Драконы, выползшие из моря, убили Лаокоонта и его детей. Их имена Поркей и Харибея[26].
- Мопс (сын Ампика) в Африке умер от укуса змеи.
- Мунит умер от укуса близ Олинфа.
- Орест умер от укуса змеи в Аркадии.
- Офельт.
- Тил, лидийский герой, укушенный змеем (см. Малая Азия в древнегреческой мифологии).
- Триоп (царь Фессалии) убит драконом, стал созвездием Змееносца.
- Змея сепс убила Эпита (сына Элата).
- Змея в Ливии убила (по версии) Гианта.
- Змея в Ливии (по версии) убила Идмона.
- Царь гетов Карнабон убил одного из драконов Триптолема, за что был наказан (см. Фракия).
- Филоктета укусила водяная змея, и он много лет страдал от раны.
- Гера отравила воды Эгины змеями, и умерли почти все жители.

- В Аиде змеи привязывают Алоадов, Тесея и Пирифоя к трону, а также Иксиона к колесу.
- В Аиде змей поедает печень Тития.

Победители змей и драконов:
- Аполлон. Убил из лука дракона Пифона в Дельфах. По ряду авторов, в Дельфах жила драконица Дельфина (или дракон Дельфиний).
- Афина. Во время гигантомахии победила дракона и забросила его на небо.
- Геракл.
  - Победил дракона Ладона, охранявшего яблоки Гесперид по приказу Геры (одиннадцатый подвиг). (Ср. сюжет со змеем-искусителем у дерева с яблоками в Эдемском саду)
  - Победил Лернейскую гидру (второй подвиг).
  - Геракл удушил змея у реки Сагарис в Лидии.
  - Ещё во младенчестве удушил двух змей, посланных в колыбель Герой, чтобы его убить
- Кадм. Убил каменной глыбой в Фивах убившего его спутников дракона Касталийского источника, сына Ареса. Из его зубов выросли спарты.
- Ясон. Победил дракона у колхов (его называли Колхис), убив его (либо усыпив его снадобьями Медеи).
- Диомед (сын Тидея). Убил колхидского дракона на острове феаков.
- Менестрат из Феспий. Погубил дракона, предложив себя в жертву вместо своего возлюбленного (см. Мифы Беотии).
- Амфиарай (или Адраст) убил змея, убившего Офельта.
- Кихрей. Убил на Саламине огромного змея (либо вскормил змея).
- Еврилох. Изгнал с Саламина змею Кихриду, которая поселилась в Элевсине.
- Форбант (сын Триопа). Истребил змей и дракона на Родосе.
- Алкон с Крита убил дракона, угрожавшего его сыну.
- Неизвестный по имени герой из Амфиклеи убил дракона, охранявшего его сына (см. Мифы Фокиды).
- Медея освободила от змей город Абсориду.
- Дамасен из Лидии — змееборец, убивший врага стволом дерева.

Также:
- Бриарей убил чудовищного полубыка-полузмея.
- Дракон — задняя часть Химеры, убитой Беллерофонтом.
- Дельфина — драконица, сторожившая похищенные Тифоном сухожилия Зевса.

Другие сюжеты:
- Драконы были запряжены в колесницу Триптолема, подаренную Деметрой. Их неудачно пытался запрячь Антей (Мифы Ахайи).
- Похоже на Триптолема изображался Бонус Евентус (на колеснице, запряжённой драконами).
- Медея летала на колеснице, запряжённой драконами.
- Змей был проводником у Антинои, дочери Кефея (Мифы Аркадии).
- Змея обвила ребёнка Иллирия.
- Дракон выполз между Авгой и Телефом, когда та хотела убить сына.
- Италийское племя марсов защищено от укусов змей. Они поклонялись богине змей Ангиции.
- Клитемнестре снилось, что она родила змея, который укусил её.
- Дракон был изображён на щите Менелая.
- Минос испускал при совокуплении змей, скорпионов и сколопендр.
- Гекаба увидела во сне, что рождает факел со змеями (см. Парис).
- Пиравсты — драконы с Кипра (см. Кипр в древнегреческой мифологии).
- Змеи из священной рощи Аполлона в Эпире — потомки Пифона.
- Талос (ученик Дедала) распилил дерево челюстью змеи.
- У орфиков Хронос именуется драконом.
- От некоего змея спасался Элефенор.
- Водяная змея стала созвездием, когда её принёс ворон в чаше.
- Парей (неядовитая змея). Когда её видели, призывали Сабазия.
- В сатировской драме Софокла «Глухие» (фр.363 Радт) была изложена история, что люди получили от Зевса средство от старости и навьючили его на осла, но тот обменял его на воду, которую охраняла змея.

### Черепахи
- Ей стала нимфа Хелона («черепаха»).
- Из неё Гермес сделал лиру, которую подарил Амфиону.
- Ей стал Аполлон, когда полюбил Дриопу.
- Черепаха пожирала тех, кого Скирон сбрасывал со скалы.
- Черепаха изображалась на монетах Эгины.

### Мыши
- Считались рождёнными из земли[27].
- Аполлон наслал на поля Троады мышей, которые перегрызли тетивы у вражеских луков. Кринис воздвиг храм Аполлону Сминфею.
- С мышами боролся Тевкр (сын Скамандра).
- За мышью гонялся Главк (сын Миноса).
- Молорх боролся с мышами.

### Другие животные «нижнего мира»
- Жаба. Темен нашёл на алтаре жабу и получил по жребию Аргос.
- Землеройка. Ей стала Лето в Египте.
- Крабы. Рак или краб (каркин) помогал Лернейской гидре и стал созвездием.
- Крокодил. Священному крокодилу Суху поклонялись в Египте.
- Крот. Связан с Асклепием, его святилище было в форме норы крота[28].
- Лягушки. Лето превратила в них жителей Ликии, которые отказали ей в воде.
- Черви. Червей, подтачивающих виноградную лозу, истребил Геракл, за это эрифрейцы почитают его как Ипоктона.
- Энхелеи («водяные змеи»[29] либо «угри») — название иллирийского племени энхелейцев (см. Балканы в древнегреческой мифологии).
- Пятнистая ящерица. В неё Деметра превратила Аскалафа.

Также к нижнему миру, видимо, относятся:
- Чудовище Пэна.
- Чудовище Сибарида (Ламия).

### Дельфины
- В них Дионис превратил тирренских пиратов.
- Дельфин нашёл скрывавшуюся Амфитриту и стал созвездием.
- Аполлон превращался в дельфина, и его называют Дельфиний.
- Посейдон стал дельфином и овладел Меланфией (см. Мифы Фессалии).
- Тритона изображали с хвостом дельфина.
- Изображения дельфинов были у статуи Деметры с головой лошади.
- Дельфин перенёс Меликерта (Палемона) на Истм.
- Фетида плавала на дельфине.
- На щите Одиссея был изображён дельфин.
- Дельфины спасли Энала.

### Водные животные
- Акула. Тлеполем угостил Тесея мясо родосской колючей акулы.
- Рыбой киридой (губаном) стала Скилла (дочь Ниса). Ряд авторов ошибочно называют кириду птицей.
- Кето (кит).
  - Чудовище, которое хотело съесть Андромеду. Персей превратил его в камень. Он стал созвездием Кита.
  - Чудовище, которое хотело съесть Гесиону. Его убил Геракл.
  - С китами связан Бриарей.
  - «Кит» — у Вергилия название корабля Мнесфея.
- Креветки. Город Кариды («креветки») основал Макар, спасшийся от потопа (см. Малая Азия в древнегреческой мифологии).
- В рыбу лепидот превратился Арес в Египте.
- Мурена, рыбы-веретена и Галена рождены Рыбой и Покоем.
- Осьминог. Вынес из моря камень для Энала.
- Помпил (рыба).
  - Аполлон превратил в неё рыбака Помпила (см. Мифы островов Эгейского моря).
  - Рыбак Эпопей съел помпилов, и его за это проглотило чудовище (см. Мифы островов Эгейского моря).
- Скат. Копьём с наконечником в виде шипа ромбового ската Телегон убил Одиссея.
- Тритон (животное). В Танагре была легенда, как его победили с помощью Диониса (см. Африка в древнегреческой мифологии).
- Тунец. Посейдон угостил им Зевса, когда тот рожал Диониса.
- Тюлени.
  - Псамафа обратилась в тюленя, спасаясь от Эака.
  - В тюленя Аполлон превратил некоего внука Кефисса (Аттика).
  - Имя Фок («тюлень») носили Фок (сын Орнитиона) и Фок (сын Эака).
  - По версии Птолемея Гефестиона, Фетида превратилась в тюленя и убила Елену.

Различные рыбы:
- Роды рыб рождены Талассой от Понта.
- Рыба, спасшая Атаргатис, стала созвездием Южной Рыбы. Её порождения — созвездием Рыб.
- Либо Афродита и Эрот стали рыбами, либо им помогли рыбы. Они стали созвездием Рыб.
- Рыбы съели Ихтия, сына Атаргатиды.
- Рыбой стала Немесида, спасаясь от Зевса.
- Сама Деркето стала рыбой.
- Либо созвездием Южной Рыбы стала рыба, которая помогла Исиде.
- Океанида Евринома изображалась с нижней частью тела как у рыбы.
- Фетиду изображали с нижней частью тела как у рыбы.
- За солёную рыбу Лакий, основатель Фаселиды, купил землю у Килабра (см. Малая Азия в древнегреческой мифологии).
- Талос (ученик Дедала) изобрёл пилу, подражая хребту рыбы.
- Гелиос превратил в рыбу нимфу с острова Нозала в Эритрейском море, которая превращала юношей в рыб (см. Ближний Восток в древнегреческой мифологии).

- С рыбачьими сетями связана Бритомартида.
- На рыбной ловле был утоплен Паламед.

## Животные «верхнего мира»

### Общие упоминания птиц
Превращения в птиц:
- Спутники Диомеда. Превращены в птиц. Акмон стал птицей, похожей на лебедя. См. Мифы Италии.
- Схеней («камыш»), Аканф («чертополох») и Аканфида. Родственники Автоноя, превращены в птиц. (См. Прочие.)
- В птицу превращены Гарпа и Гарпас из Вавилона (см. Малая Азия в древнегреческой мифологии).
- Спутницы Ино Исмениды из Сидона бросились в море и стали птицами (см. Ближний Восток в древнегреческой мифологии).
- На острове Калаврия некие царь и царица превратились в птиц (см. Мифы Арголиды).
- В некую жёлтую птицу превратился Кеней.
- В птиц на Эридане превратились спутники Аполлона (см. Кикн (сын Сфенела)).
- Комба из Плеврона стала птицей (см. Мифы Этолии).
- Посейдон стал птицей и соблазнил Медузу Горгону.
- Спутники Мемнона стали птицами мемнонидами, возникшими из костра.
- Афина улетает, превратившись в орла или ласточку (см. Ментор).
- У Овидия упомянуты некие крылатые «дети Молосса».
- Некоей птицей стала Перигуна.
- Некоей птицей стала Фирия, мать Кикна (сына Аполлона).
- Окн (одна из пород птиц). Есть легенда об Окне (см. Прочие).

Птицеподобные существа:
- Стимфалийские птицы.
- Сирен боги превратили в птиц или полуптиц.
- Шесть золотых птиц, отождествляемых с сиренами, жили в Дельфах.
- Гарпии имели птичьи головы и ноги.
- Крылатой была Сфинга.
- Стрикс — некий «крылатый упырь» из Каледонии (см. Западное Средиземноморье в древнегреческой мифологии).

- Птицы предвещали царскую власть Гордию.
- Зевс стал птицей (орлом?), когда возлежал с Европой.
- Крылатыми были Бореады.
- Крылья изготовил Дедал для себя и Икара.

- Из яйца родились Елена и Диоскуры.
- Из яйца родились Молиониды.
- Из яйца в орфической теогонии родился Протогон.

### Вороны
- В Дельфах встретились два ворона, посланные с краёв земли.
- В ночного ворона Гермес превратил Евмела с Коса.
- В белого ворона Аполлон превратил Ликия из Вавилона (см. Ближний Восток в древнегреческой мифологии).
- Ворон почернел, когда сообщил Аполлону об измене Корониды.
- Шлем Афины имеет вид ворона.
- Ворон стал созвездием, когда Аполлон не дождался от него воды. Как отмечает Е. М. Мелетинский, связь ворона или его созвездия с сухим сезоном почти универсальна[30].
- Им стал Аполлон в Египте.
- Ворона. В неё превращена Коронида (дочь Коронея).

### Лебеди
- Воспели родившегося на Делосе Аполлона, прилетев с Пактола.
- Колесница Аполлона запряжена лебедями.
- В Дельфах встретились два лебедя, посланные с краёв земли.
- Зевс в образе лебедя овладел Немесидой либо Ледой.
- Латинская нимфа Канента стала лебедем (Мифы Италии).
- Четыре важных персонажа по имени Кикн.
- Лебедь указал хозяину козопаса Смикрона женить его на своей дочери (см. Малая Азия в древнегреческой мифологии).
- Душа Орфея после смерти выбрала жизнь лебедя. Он стал созвездием Лебедя.

### Ночные птицы
- Сова.
  - Её изображение связано с Алоадами.
  - В неё превращена Бисса, дочь Евмела с Коса.
  - Меропида, дочь Евмела с Коса, превращена в совёнка.
  - В сову Афина превратила Никтимену.
  - В неё Гермес превратил одну из Миниад.
  - Сову иногда называли стикс.
- Филин.
  - Им стал Аскалаф (филином или совой).
  - В него Гермес превратил одну из Миниад.
  - Арес превратил в него Полифонту.

### Хищные птицы
- Орёл.
  - В орла Гера превратила Аэтоса, возлюбленного Зевса (аэт — индоевропейское название птицы, в греческом обозначает орла[31]).
  - Зевс увидел орла перед титаномахией и посчитал это благим знаком.
  - Орёл изображён на скипетре Зевса.
  - Зевс стал орлом, преследуя Астерию.
  - Зевс принял облик орла, сражаясь с Асопом Флиасийским.
  - Зевс стал орлом, похищая Ганимеда.
  - Зевс стал орлом, похищая Эгину.
  - В орла Зевс превратил Перифанта из Аттики.
  - Орёл Эфон пожирал печень Прометея, пока его не убил Геракл.
  - Орлом стала Афродита, преследуя лебедя-Зевса (см. Немесида).
  - Орлом выступает Дионис[32].
  - Орёл принёс Гермесу сандалию Афродиты.
  - Мероп с Коса превращён в орла и стал созвездием.
  - В морского орла превратился Пандарей из Эфеса (см. Малая Азия в древнегреческой мифологии).
  - Зевс послал с краёв земли двух орлов, и они встретились в Дельфах.
  - Эант Теламонид получил имя от орла, посланного Зевсом.
  - Орёл указал царя аргивянам, усевшись на доме Эгона (см. Мифы Арголиды).
  - На озере Тантала Павсаний видел «лебединых» орлов.

- Коршун.
  - Коршун (?) похитил нутро чудовищного быка, убитого Бриареем.
  - Гипаей («коршун») — эпитет Аполлона, который послал коршунов для спасения пастуха.
  - Коршуны в Аиде клюют сердце Тития.
- Орлан. В него Зевс превратил Фенею (см. Мифы Аттики).
- Подорлик. Им стал Клинис из Вавилона.
- Скопа (желтокрылый орёл). Ей стал Нис (сын Пандиона).
- Стервятник.
  - Им стал фракиец Агрий.
  - В него превращены фессалийцы Неофрон и Эгипий (см. Мифы Фессалии).
- Ястреб (Гиерак). Птица Аполлона.
  - Гиерак выдал Аргосу Панопту, что Гермес хочет украсть Ио.
  - Гиерак помог троянцам, на которых разгневался Посейдон, и бог превратил его в ястреба (см. Малая Азия в древнегреческой мифологии).
  - Ястребом (по версии) стал Терей.
  - Ястреб (или коршун). По версии, им стал Аполлон в Египте. Египтяне посвящают ястребов Аполлону.
  - Ястреб (дедалион). В него Аполлон превратил Дедалиона, бросившегося с утеса.

### Отдельные птицы
- Аист.
  - В него Гера превратила Антигону (дочь Лаомедонта). Аистов почитали в Фессалии.
  - Аист — атрибут латинской Пиетас.
- Аэроп («осоед»). Этой птицей стал мальчик Ботр из Фив (см. Мифы Беотии).
- Вертишейка.
  - В неё превращена нимфа Йинкс.
  - В неё превращена одна из дочерей Пиера.
- Воробьи.
  - Птенцов и их мать съела змея, что было знамением для Калханта.
  - Воробьёв связывают с Афродитой[33].
- Выпь. В неё превращён Автоной (сын Меланея).
- Гагара. Ей стала Гипериппа, дочь царя молоссов (см. Балканы в древнегреческой мифологии).
- Галка. Ей стала Арна из Сифноса (см. Мифы островов Эгейского моря).
- Голубка.
  - Зевс превратился в голубя, полюбив Фтию из Эгии (см. Мифы Ахайи).
  - Ей стала Ктесилла с Кеоса.
  - В неё Эрот превратил нимфу Перистеру (см. Афродита).
  - Голубки высиживали яйцо, из которого вышла Сирийская богиня (Афродита).
  - Пелиады («голубки») — пророчицы в Додоне. Туда прилетела голубка из египетских Фив (см. Балканы в древнегреческой мифологии).
  - Плеяды превратились в голубок и вознесены на небо.
  - Энотрофы превратились в голубиц, спасаясь от Агамемнона.
  - Голубка, выпущенная Евфимом, пролетела через Симплегады.
- Горлица. Чайка уронила на голову Одиссея её перо, и тот умер.
- Гуси.
  - В гусыню превратилась Немесида, когда снесла яйцо.
  - С гусем играла Геркина из Лебадии, подруга Коры, и упустила его в пещеру (см. Мифы Беотии).
  - С гусем связана Гера[33].
- Драконтида. В неё превращена одна из дочерей Пиера.
- Дрозд. В певчего дрозда превратился один из куретов.
- Дятел.
  - Зелёным дятлом стал один из куретов.
  - Зелёным дятлом стал Политехн из Колофона (см. Малая Азия в древнегреческой мифологии).
  - Зелёным дятлом стала Леланта, жена царя молоссов (см. Балканы в древнегреческой мифологии).
  - В зелёного дятла превращена одна из дочерей Пиера.
  - В зелёного дятла Арес превратил служанку Полифонты.
  - Ликофрон называет Гесиону дятлом.
  - В дятла был превращен Пик, который кормил Ромула и Рема (Мифы Италии).
- Хохлатый жаворонок. Им стала Гипподамия, жена Автоноя (см. Прочие).
- Журавль.
  - Гера превратила в журавля Герану (или Эною), царицу пигмеев.
  - Глядя на полёт журавлей, Гермес изобрел буквы.
- Зеленушка. В неё превращена одна из дочерей Пиера.
- Зимородок (алкиона).
  - Ими стали Алкиона (дочь Эола), а также Алкиона из Эфеса, а ещё семь алкионид.
- Ибис. В Египте им стал Гермес.
- Ихневмон (птица). Им стал Мегалетор, сын царя молоссов (см. Балканы в древнегреческой мифологии).
- Катрей. Мифическая птица, предвещает дождь.
- Кенхрида. В неё превращена одна из дочерей Пиера.
- Кербер. Птицей кербер стал один из куретов.
- Королёк. Им стал Алкандр, сын царя молоссов (см. Балканы в древнегреческой мифологии).
- Кукушка. Зевс стал ей, полюбив Геру.
- Куропатка.
  - В неё превратился Талос (ученик Дедала).
  - Клеобея бросила её в колодец и попросила Анфея достать её.
- Лаг (птица). В него Арес превратил Орея (см. Фракия).
- Ласточка.
  - Ей стала Филомела.
  - Ей стала Хелидонида из Эфеса (см. Малая Азия в древнегреческой мифологии).
- Нырок. Им стал Эсак.
- Павлин. Получил глаза Аргоса Панопта.
- Перепел.
  - Зевс стал перепелом и овладел Лето.
  - Зевс превратил Лето в перепелку и отправил на Делос.
  - Перепелкой стала Астерия, спасаясь от Зевса.
  - Перепел помог Иолаю отыскать тело погибшего Геракла во время западного похода.
  - Также Ортигия (см. Артемида) и Ортикс (см. Мифы Фессалии).
- Пёс (птица). В неё превратился Филей, сын царя молоссов (см. Балканы в древнегреческой мифологии).
- Петух.
  - Гиппалектрион (конь-петух).
  - В него превратил Арес Алектриона (см. Прочие).
  - Был изображен на щите Идоменея.
  - С ним изображается на монетах из Феста Зевс Велхан.
  - Имя Кокал обозначает породу петухов.
  - Петух посвящён Афине Эргане.
  - Петуха приносили в жертву Асклепию.
- Пифинга. В неё превращена Артемиха из Вавилона (см. Ближний Восток в древнегреческой мифологии).
- Поинга. В неё превращена Булида (см. Мифы Фессалии).
- Ржанка. Ей стал Агрон с Коса.
- Сарыч. Им стал Муних, царь молоссов (см. Балканы в древнегреческой мифологии).
- Синица.
  - Зевс превратил в неё Тимандру (см. Мифы Фессалии).
  - Аполлон превратил в неё Ортигия из Вавилона (см. Ближний Восток в древнегреческой мифологии).
- Сипуха. Ей стал один из куретов.
- Соловей.
  - В него превращена Аэдона (две версии).
  - В него превратилась Прокна.
  - По версии, соловьём стала Филомела.
  - После смерти им стал Фамирид (по Платону).
- Сорока. Её крик помог Гераклу спасти Фиало и Эхмагора (см. Мифы Аркадии).
- Удод.
  - Им стал Терей.
  - Им стал брат Аэдоны из Эфеса.
- Утки.
  - В неё превращена одна из дочерей Пиера.
  - С названием утки сближают имя Пенелопы.
- Феникс (птица).
- Халкида. Ей стала Гарпалика (дочь Климена).
- Цесарки. Артемида превратила в них сестер Мелеагра Евримеду и Меланиппу (Мелеагриды).
- Чайка. Им стал Кеик (муж Алкионы).
- Цапля.
  - Цапля (по версии) первой пролетела через Симплегады.
  - Белая цапля. В неё превращен Эродий, сын Автоноя (см. Прочие).
  - Чёрная цапля. В неё превращен Анф, сын Автоноя, сожранный лошадьми. Слуга Анфа стал другой цаплей (см. Прочие).
  - Цапля. Вылетела из пепла города Ардея в Италии.
- Фазан. Им стал Итис.
- Чомга. В неё превращена одна из дочерей Пиера.
- Щегол. В него превращена одна из дочерей Пиера.

### Насекомые
- Древоточец. Керамб, превращённый нимфами в древоточца и переживший всемирный потоп.
- Жук. Иногда Зевс почитался в виде жука.
- Летучая мышь. Ей стала одна из Миниад.
- Мухи.
  - Геракл прогнал мух из Элиды за Алфей.
  - В Аркадии приносили жертвы герою Мииагру («мухолову»). См. Мифы Аркадии.
- Овод. Его наслала Гера на корову Ио.
- Саранча. С ней связаны эпитеты Аполлон Парнопий и Геракл Корнопион.
- Слепень. Зевс наслал его на Пегаса, и тот сбросил седока.
- Цикада. Ей стал Тифон (сын Лаомедонта).

#### Муравьи
- Зевс зачал Мирмидона в облике муравья.
- Мирмидоняне. Эак превратил муравьёв в людей.
- Дедал с помощью муравья решил задание с раковиной.
- Заползли в рот ребёнка Мидаса и снесли туда зерна пшеницы.

#### Пчёлы
Пчёлы (мелиссы) и мёд:
- Пчёлы возникли из быков, принесённых в жертву Аристеем.
- Пчёлами назывались жрицы Деметры, от имен дочерей царя Мелисса. Мелисса — эпитет Артемиды.
- Зевса-младенца на Крите кормили мёдом пчёлы Панакриды дочери царя Мелиссея.
- Куреты пытались набрать в пещере Зевса священный мед, но превращены в птиц.
- Зевс напоил Кроноса мёдом, тот заснул и был оскоплен.
- Пастуха Комата спасли пчёлы, по воле муз кормившие его мёдом (см. Мифы Италии).
- Пчёлы кормили Мелитея, сына Зевса и нимфы (см. Мифы Фессалии).
- Саон следовал за роем пчёл и попал в пещеру Трофония, где был обучен священнодействиям (Мифы Беотии).
- Гаргорис из Тартесса открыл способ добывания мёда.
- В бочке с мёдом утонул Главк (сын Миноса).
- Из пчелиного воска и крыльев Птерасом был построен второй храм в Дельфах.
- Титаны измазали лицо мёдом и растерзали Загрея.
- Там, где есть пчёлы, поклонялись Приапу.
- В микенских текстах упоминаются «служители мёда»[34].
- Согласно «Одиссее», возлияние умершим совершали мёдом, смешанным с молоком.

### Паукообразные
- Пауки.
  - Появились из крови титанов.
  - Паучиха. В неё Афина превратила Арахну.
- Скорпион.
  - Орион погиб от укуса скорпиона, который послала Гея или Артемида. Скорпион стал созвездием.
  - Ликофрон называет Геракла скорпионом.
- Фаланга. Ей стал Фаланкс, брат Арахны (см. Малая Азия в древнегреческой мифологии).

## Иные сюжеты
- Антилох был вскормлен звериным молоком, но чьим — неизвестно.
- Шкуры животных подстелил Гермес, чтобы овладеть Апемосиной.
- Крылья Арки Зевс подарил Фетиде.

## Протеизм
Персонажи, принимавшие различные облики:
- Ахелой. Облик быка, быкоголового мужа, змея.
- Местра. Облик кобылицы, коровы, оленя.
- Метида. Конкретные облики неизвестны.
- Периклимен. Становился орлом, муравьём, львом, змеем, пчелой.
- Протей. Становился львом, драконом, пантерой, вепрем, водой, деревом. Его сравнивали с полипом.
- Фетида. Превращалась в птицу, дерево, тигрицу, льва, змея, огонь, влагу.

Кроме того, среди богов крайне многообразны превращения Зевса.
См. также:
- Кагаров Е. К. Культ фетишей, растений и животных в Древней Греции. СПб, 1913.
- Флора древнегреческой мифологии